# تخزين سحابي
التخزين السحابي (بالإنجليزية: Cloud storage) هو نموذج للتخزين على شبكة الإنترنت حيث يتم تخزين البيانات على خوادم ظاهرية متعددة، بدلا من أن استضافتها على خادم محدد، وتكون عادة مقدمة من قبل طرف ثالث.
كبريات شركات الاستضافة التي تمتلك مراكز بيانات متقدمة، تقوم بتأجير مساحات تخزين سحابية لعملائها بما يتوائم مع احتياجاتهم.

## مميزات التخزين السحابي
- تدفع لما تستخدمه فقط.
- لا تحتاج الشركات إلى شراء عتاد جديدة - قرص صلب جديد مثلا، وبذلك تقلص حجم قسم تكنولوجيا المعلومات لديها.
- تقلل من تكاليف صيانة البيانات، كالنسخ الاحتياطي وصيانة البيانات.
- مرونة عالية في المساحة تستطيع زيادة أو تقليل المساحة بدون الحاجة إلى شراء أقراص صلبة جديدة.
- سهولة مشاركة الملفات عبر وسائط التواصل المتعددة.
- سهولة إدارة الملفات والبيانات عبر تطبيقات متاحة ومزامنتها على عدة أنظمة ومنها الهواتف.
- التطوير والتحديث المستمر من قبل مزود الخدمة.

## أشهر مزودي الخدمة

### DropBox
تعتبر أشهر شركة تقدم خدمة التخزين السحابي وتمنح 2GB مجانا للمستخدم عند التسجيل.

### Amazon S3
أمازون إس 3 هي خدمة مقدمة من موقع أمازون بدأت بتقديم الخدمة في الولايات المتحدة سنة 2006, وفي أوروبا 2007. حيث تسعى هذه الخدمة لاستغلال القدرات التخزينية الهائلة الموجودة في مراكز بيانات الشركة وتوفيرها للعملاء بأسعار مقبولة وجودة عالية.

### Google Drive
قامت غوغل في 26 أبريل 2012 بإطلاق خدمة جوجل درايف للتخزين السحابي حيث تمكن المستخدمين من الوصول إلى مساحة تخزينية مجانية 15 غيغابايت من التخزين السحابي كبداية. وبعد ذلك بإمكان المستخدم أن يقوم بطلب المزيد من المساحة التخزينية مقابل مبلغ من المال. وتتراوح المساحة الإضافية من 100 غيغابايت إلى 16 تيرابايت باشتراك شهري.
تمكن خدمة التخزين السحابي الخاصة  بجوجل Google Drive المستخدمين من تعديل الملفات بشكل مشترك وهذه الخدمة مفيدة جدا للطلاب الذين ينجزون أعمال تتطلب التواجد في نفس الوقت، وكذلك المهنيون الذين يقومون بإنجاز دراسات أو تنفيذ أعمال أو تطوير مشاريع ذات صبغة مشتركة دون الحاجة للتواجد الفعلي في نفس المكان.
يستخدم كذلك بعض التطبيقات مثل واتساب خدمة Google Drive لتخزين البيانات الخاصة بالنسخ الاحتياطية الخاصة بالتطبيق.

### OneDrive
وهي خدمة التخزين السحابي المقدمة من شركة مايكروسوفت تقدم 5 غيغابايت مجانا.

### MEGA
وهي خدمة سحابية عبر الإنترنت أسسها الألماني كيم دوت كوم صاحب موقع ميجا ابلود الشهير، تقدم 20 غيغابايت مجانا، وبإمكانك زيادتها عند الحاجة مقابل تكلفة زهيدة. توفر أيضا خدماتها علي الأجهزة المحمولة التي تعمل علي انظمة اندرويد وايفون وويندوز موبيل وكذلك تعمل علي جميع انظمة التشغيل الخاصة بالأجهزة المكتبية والمحمولة.
توفر أيضا خدمة MEGA CHAT الخاصة بالمحادثات المرئية والدردشة الكتابية المشفرة وهي تعتبر خدمة منافسة لبرنامج سكابي الذي تدور حوله شائعات بالتنصت علي مستخدميه.

### My CloudApp
خدمة جديدة استقطبت المطورين وسهلة الاستخدام.

### يوشيركلاود uShare.Cloud
تعتبر أشهر خدمة تخزين سحابي عربية وتمنح 20GB مجانا للمستخدم عند التسجيل.

## اقرأ أيضًا
- الحوسبة السحابية